# Jehuda ha-Levi
Jehuda ben Šmu'el ha-Levi (hebrejsky  יְהוּדָה הַלֵּוִי, španělsky Yehudah Halevi); asi 1075, Tudela – 1141, as Jeruzalémské království) byl navarrský židovský básník a filosof, píšící arabsky a hebrejsky, pokládaný za vůbec největšího středověkého hebrejského básníka.

## Život
Narodil se patrně v Tudele, brzy v mládí ale odešel do Granady, která byla v jeho době centrem židovského intelektuálního života. Tam se také jeho učitelem stal básník Moše ibn Ezra. Brzy byl rozpoznán jeho básnický talent, dostalo se mu také širokého vzdělání v řecké a arabské filosofii i přírodních vědách. O jeho osobním životě je známo jen, že měl jednu dceru, která měla syna, také pojmenovaného Jehuda. Jako židovský intelektuál a lékař putoval po mnoha španělských městech. Na sklonku života se rozhodl vykonat pouť do Svaté země, 8. září 1140 proto doplul do Alexandrie. Navštívil Egypt, odkud 14. května 1141 odplul do Palestiny, v létě téhož roku zemřel neznámo kde, do Palestiny se ale patrně dostal.[zdroj?]

## Poezie
Jako většina židovských básníků té doby psal své básně dle formálních zvyklostí arabské poezie. Psal náboženskou i světskou poezii. Světská byla spíše příležitostná: básně o jeho přátelích, elegie na smrt významných osobností, gnómické epigramy i milostné básně. Více než tři sta jeho náboženských básní se stalo součástí židovské liturgie. Nejvýznamnější součástí jeho díla jsou tzv. sionidy, básně, líčící touhu roztroušených Židů po návratu do Svaté země a znovunabytí její někdejší slávy, což byl literární žánr v židovské poezii té doby velmi oblíbený. Jeho jazyk usiluje o přísný biblický styl, jeho hebrejština je ale silně ovlivněna arabštinou, často používá kalky z arabských výrazů a arabské literární formy.

## Filosofie
Ha-Leviho filosofie se vymyká ostatním proudům středověké židovské filosofie. Jeho hlavní filosofické dílo Kitáb al-Chazarí (arabsky Kniha o Chazarech) se snaží polemickou formou obhájit židovskou víru, na rozdíl od ostatních středověkých židovských filosofů však odmítá racionalizaci judaismu. Snaží se pravdu odvodit z biblického zjevení, nikoli z rozumových filosofických odůvodnění. Ha-Levi odmítá podle něj polyteistický koncept zprostředkujících bytostí mezi Bohem a světem a radikální oddělenost Boha a světa: biblický Bůh dále zasahuje do běhu dějin.
Podle ha-Leviho nelze společenství s Bohem dosáhnout pouhou teoretickou znalostí. Pravé náboženství vzniká Božím zjevením a nikoli lidskou aktivitou filosofů. Proti úsilí racionálně poznat Boha či se mu přiblížit asketickým úsilím ha-Levi klade důraz na zbožný život, modlitbu a bohoslužbu.
Ha-Levi dále vyzdvihuje zvláštní postavení židů, kteří mají zvláštní dispozice pro Boží zjevení a proroctví, nebeskou odměnu ovšem mohou získat i ti, kteří zachovávají morální zákony. V mesiášském věku pak nakonec izraelský národ do sebe vstřebá všechny ostatní národy.

## Památka
Jako autor tohoto spisu je také jednou z hlavních postav románu Chazarský slovník Milorada Paviće, kde funguje jako „židovský kronikář“ polemiky.
Podle Jehudy ha-Leviho byl nazván mošav Bejt ha-Levi v Izraeli.